# Winifredia
Winifredia là một chi thực vật có hoa trong họ Restionaceae.